# Ferrari 208 GTB/GTS
La Ferrari 208 GTS est un cabriolet du constructeur italien Ferrari.